# Юневіче
Юневіче (пол. Juniewicze) — село в Польщі, у гміні Гушлев Лосицького повіту Мазовецького воєводства. Населення — 117 осіб (2011).

## Історія
За даними етнографічної експедиції 1869—1870 років під керівництвом Павла Чубинського, у селі проживали лише греко-католики, які розмовляли українською мовою.
У 1975—1998 роках село належало до Білопідляського воєводства.

## Демографія
Демографічна структура станом на 31 березня 2011 року:
|          | Загалом | Допрацездатний вік | Працездатний вік | Постпрацездатний вік |
| -------- | ------- | ------------------ | ---------------- | -------------------- |
| Чоловіки | 56      | 13                 | 39               | 4                    |
| Жінки    | 61      | 15                 | 31               | 15                   |
| Разом    | 117     | 28                 | 70               | 19                   |